# Jeanne Arland Peterson
Jeanne Arland Peterson (Minneapolis, 16 augustus 1921 - Eden Prarie, 23 juni 2013) was een Amerikaanse jazz-pianiste, organiste en zangeres.
Peterson, afkomstig uit Minneapolis, had vanaf haar vijftiende pianolessen. In die tijd speelde ze in een winkel bladmuziek voor klanten, daarna speelde ze in ballrooms en nachtclubs. Ze deed 22 jaar lang radiowerk voor het station WCCO, waar ze werkte als zangeres en pianiste. Haar man Willie Peterson leidde daar het radio-orkest. Marian McPartland adviseerde haar naar New York te gaan om een grote carrière op te bouwen, maar Peterson koos voor haar gezin. Vijf van haar kinderen werden professionele musici die met allerlei grootheden hebben gewerkt, van Bob Dylan en Bonnie Raitt tot en met Donny Osmond en Prince. Ze begeleidden ook hun moeder bij concerten. In 1958 was ze de zangeres bij een concert in het Met Stadium waarin de muziek van de gebroeders Gershwin centraal stond, de orkestleider was Paul Whiteman. Ze was verder actief bij kindershows, feesten en in nachtclubs en concertzalen. De pianiste en zangeres speelde samen met onder meer Sonny Stitt, Roy Eldridge, George Benson, Bud Shank, Bob Hope en Perry Como.
In 1977 kreeg Jeanne Arland Peterson een Arts Midwest Jazz Masters-award. Ze is na Judy Garland de tweede vrouw die werd opgenomen in de Minnesota Music Hallof Fame.

## Discografie
- Dare to Dream, 1996
- Timeless, Celebration Records, 1999
- My Calendar, Celebration, 2001
- The Child, the Christmas Rose, Celebration, 2001
- The Best of the Peterson Family (compilatie-album), Celebration, 2003
- Young and Foolish, Celebration, 2006
- 88 Grand, 2009